# La scomparsa di Yuki Nagato
La scomparsa di Yuki Nagato (長門有希ちゃんの消失?, Nagato Yuki-chan no shōshitsu) è un manga scritto e disegnato da Puyo, serializzato sul Young Ace di Kadokawa Shoten dal 4 luglio 2009 al 4 agosto 2016. La serie, edita in Italia da J-Pop, è uno spin-off de La malinconia di Haruhi Suzumiya di Nagaru Tanigawa. Un adattamento anime, prodotto da Satelight, è stato trasmesso in Giappone tra il 3 aprile e il 17 luglio 2015.

## Trama
La serie è ambientata nello stesso universo alternativo de La scomparsa di Haruhi Suzumiya, quarto volume delle light novel originali. In questo mondo, Haruhi Suzumiya non ha mai fondato la Brigata SOS, mentre Yuki Nagato, invece di essere un'umana artificiale, è una normale ragazza timida ed esitante, facente parte del club di letteratura del liceo Nord insieme alla sua migliore amica Ryōko Asakura e a Kyon, di cui è innamorata. La storia segue le vicende di Yuki e dei suoi compagni mentre lei rafforza sempre di più i suoi sentimenti verso Kyon, rimanendo nel frattempo coinvolta in alcuni casi misteriosi.

## Media

### Manga
Il manga, scritto e disegnato da Puyo, è stato serializzato sulla rivista Young Ace di Kadokawa Shoten dal 4 luglio 2009 al 4 agosto 2016. I vari capitoli sono stati raccolti in dieci volumi tankōbon, pubblicati tra il 2 febbraio 2010 e il 4 febbraio 2017. In Italia la serie è stata annunciata da Edizioni BD per l'etichetta J-Pop e pubblicata dal 28 gennaio al 31 maggio 2012 interrompendosi al terzo volume, mentre in America del Nord i diritti sono stati acquistati da Yen Press.

#### Volumi
| Nº | Data di prima pubblicazione                                   | Data di prima pubblicazione                                                 | Data di prima pubblicazione | Data di prima pubblicazione |
| Nº | Giapponese                                                    | Giapponese                                                                  | Italiano                    | Italiano                    |
| -- | ------------------------------------------------------------- | --------------------------------------------------------------------------- | --------------------------- | --------------------------- |
| 1  | 2 febbraio 2010                                               | ISBN 978-4-04-715405-6                                                      | 28 gennaio 2012             | ISBN 978-88-6634-199-4      |
| 2  | 24 novembre 2010                                              | ISBN 978-4-04-715562-6                                                      | 31 marzo 2012               | ISBN 978-88-6634-220-5      |
| 3  | 1º settembre 2011                                             | ISBN 978-4-04-715773-6                                                      | 31 maggio 2012              | ISBN 978-88-6634-255-7      |
| 4  | 27 aprile 2012                                                | ISBN 978-4-04-120217-3                                                      | —                           | —                           |
| 5  | 21 novembre 2012                                              | ISBN 978-4-04-120498-6                                                      | —                           | —                           |
| 6  | 26 dicembre 2013                                              | ISBN 978-4-04-120960-8                                                      | —                           | —                           |
| 7  | 4 settembre 2014                                              | ISBN 978-4-04-101754-8                                                      | —                           | —                           |
| 8  | 26 marzo 2015                                                 | ISBN 978-4-04-101755-5                                                      | —                           | —                           |
| 9  | 4 novembre 2015 (ed. regolare) 26 ottobre 2015 (ed. limitata) | ISBN 978-4-04-102881-0 (ed. regolare) ISBN 978-4-04-102882-7 (ed. limitata) | —                           | —                           |
| 10 | 4 febbraio 2017                                               | ISBN 978-4-04-105044-6                                                      | —                           | —                           |

### Anime
Un adattamento anime, prodotto da Satelight e diretto da Jun'ichi Wada, è andato in onda dal 3 aprile al 17 luglio 2015. Le sigle di apertura e chiusura sono rispettivamente Fure fure mirai (フレ降レミライ? lett. "Un futuro scrosciante") delle Kitakō Bungei-bu Joshikai (Minori Chihara, Natsuko Kuwatani, Yūko Gotō, Yuki Matsuoka e Aya Hirano) e Arigatō, daisuki (ありがとう、だいすき? lett. "Grazie, ti amo") di Chihara. In America del Nord i diritti sono stati acquistati da Funimation e Daisuki, mentre in Australia e Nuova Zelanda la serie è stata concessa in licenza ad AnimeLab. Un episodio OAV è stato pubblicato insieme all'edizione limitata del nono volume del manga il 26 ottobre 2015.

#### Episodi
| Nº  | Titolo italiano (traduzione letterale) Giapponese 「Kanji」 - Rōmaji | In onda         | In onda |
| Nº  | Titolo italiano (traduzione letterale) Giapponese 「Kanji」 - Rōmaji | Giapponese      |         |
| 1   | Un luogo importante 「大切な場所」 - Taisetsu na basho | 3 aprile 2015   |         |
| 1   | Yuki Nagato è una ragazza timida che passa il suo tempo nel club di letteratura della scuola insieme alla sua migliore amica Ryōko Asakura e a Kyon, di cui è innamorata. Con l'avvicinarsi del Natale, Yuki decide di organizzare una festa nella stanza del club per celebrare l'adesione di nuovi membri e il mantenimento del club. Durante la ricerca del tacchino per la festa, il trio incontra Mikuru Asahina e Tsuruya. Tsuruya propone delle prove a Yuki e Mikuru, ma alla fine vengono affrontate da Ryōko e Tsuruya, poiché Yuki e Mikuru ottengono risultati mediocri in ognuna di esse. Mentre Ryōko ottiene il permesso di utilizzare l'aula del club per la festa, Yuki ricorda il momento in cui Kyon l'ha aiutata a ottenere una tessera della biblioteca. |                 |         |
| 2   | Gioia al mondo 「もろびとこぞりて」 - Morobito kozorite | 10 aprile 2015  |         |
| 2   | Durante l'inizio della festa di Natale, Yuki riflette sul passato quando il club di letteratura rischiava la chiusura per mancanza di membri. Ricorda anche l'incontro con una misteriosa ragazza dell'Accademia Kouyounen che l'aveva spinta a scrivere un messaggio alieno a Babbo Natale in un parco giochi. Ispirata dall'atteggiamento positivo della ragazza, Yuki ha trovato il coraggio di chiedere a Ryōko e Kyon di unirsi al club. Nel presente, Yuki cerca di confessarsi a Kyon, ma viene interrotta involontariamente da Ryōko. Il giorno successivo, Yuki e Kyon rimangono sorpresi nel vedere la misteriosa ragazza dell'Accademia Kouyouen atterrare improvvisamente davanti a loro, priva di sensi. |                 |         |
| 3   | Haruhi Suzumiya!! 「涼宮ハルヒ！！」 - Suzumiya Haruhi!! | 17 aprile 2015  |         |
| 3   | Yuki e Kyon soccorrono la ragazza di nome Haruhi Suzumiya, la quale rivela di aver trascorso la notte nel parco cercando di catturare Babbo Natale. Haruhi esprime il suo desiderio di incontrare alieni, viaggiatori nel tempo ed esper. Yuki ricorda a Haruhi il loro precedente incontro e la ringrazia per averla ispirata a mantenere il club attivo. Tuttavia, Haruhi rifiuta i ringraziamenti, affermando che Yuki dovrebbe prendersi tutto il merito delle sue azioni. All'inizio del nuovo anno, Haruhi si presenta al club di letteratura con il suo compagno di classe Itsuki Koizumi e si autoproclama "presidente", trasformando la stanza con costumi e oggetti scenici. Inoltre, con l'aiuto di Koizumi e Kyon, riesce a convincere Mikuru Asahina a unirsi al club contro la sua volontà. |                 |         |
| 4   | Be My Valentine 「Be My Valentine」 | 24 aprile 2015  |         |
| 4   | Yuki ha intenzione di confessare i suoi sentimenti a Kyon il giorno di San Valentino. Per facilitarle l'incontro, le ragazze del club di letteratura decidono di arrivare in ritardo alla riunione in modo che Yuki possa parlare con Kyon da sola. Il giorno precedente alla festa, Ryōko aiuta Yuki a preparare i cioccolatini di San Valentino, mentre Haruhi porta Kyon in giro per la città alla ricerca di creature soprannaturali, come i kappa. Grazie alla loro comune passione per il soprannaturale, i due iniziano a legare e i loro diverbi diventano sempre più scherzosi. Il giorno seguente, Yuki si reca nell'aula del club come previsto, ma si ferma quando vede Kyon felice di ricevere una tavoletta di cioccolato da Haruhi. |                 |         |
| 5   | La sua melanconia 「彼女の憂鬱」 - Kanojo no yūutsu | 1º maggio 2015  |         |
| 5   | Yuki scappa dall'aula del club, provocando l'ira di Ryōko che accusa Haruhi di aver sabotato il loro piano per Yuki. Haruhi si difende dicendo di non aver capito bene e regala a Koizumi una tavoletta di cioccolato identica a quella data a Kyon, suggerendo che il suo dono era solo di cortesia e non d'amore. Le due ragazze trovano Yuki, la quale conferma di voler comunque dare i cioccolatini a Kyon e di essere fuggita solo per permettere a Haruhi di consegnare il suo regalo in privato. Nel cortile, Yuki dà il suo cioccolato a Kyon, e questi interpreta erroneamente il gesto come un regalo di cortesia. Yuki cerca di confessargli i suoi sentimenti ma viene interrotta da Tsuruya. Nel frattempo, Haruhi ricorda un incontro avuto con Kyon tre anni prima, durante il quale il ragazzo le chiese di prendersi cura di John Smith, il quale avrebbe scosso il mondo. Nel giorno del White Day, Kyon fa regali identici a Yuki e Haruhi per ringraziarle del cioccolato. Yuki è grata, mentre Ryōko è furiosa poiché credeva che Yuki avrebbe dovuto ricevere un regalo più grande in cambio del suo cioccolato fatto in casa, rispetto a quello di Haruhi che invece era stato comprato in negozio. |                 |         |
| 6   | Over the Obento 「Over the Obento」 | 8 maggio 2015   |         |
| 6   | Il gruppo rimane sorpreso nell'apprendere che Haruhi e Koizumi hanno ottenuto il permesso di frequentare la scuola già da diverso tempo. Tsuruya spiega l'origine dei malintesi tra Kyon e Mikuru: i due si sono casualmente incontrati in corridoio e Kyon ha toccato per errore la mano di Mikuru. Mentre Ryōko aiuta Kyon nello studio, Haruhi mette alla prova la sua conoscenza con una domanda sull'Accademia Kouyouen che la lascia sbalordita, passando poi la sfida a Yuki. Quest'ultima risolve la domanda in modo che non riesce a spiegare in maniera coerente. Durante il pranzo, Yuki e Kyon condividono un momento insieme, mentre Ryōko rimane sorpresa nel vedere Kyon imboccare Yuki su sua richiesta. Infine, Haruhi annuncia che andranno in un ritiro. |                 |         |
| 7   | Desiderio 「ねがいごと」 - Negaigoto | 15 maggio 2015  |         |
| 7   | Haruhi decide di organizzare il ritiro del club di letteratura in una sorgente termale, presentandolo alla scuola come un viaggio di formazione personale. Per garantire un'esperienza rilassante e piacevole, si prende cura di scrivere in anticipo il diario di viaggio per tutti i partecipanti. Ryōko confida a Haruhi di aver notato una certa intesa tra Kyon e Yuki, esprimendo preoccupazione sul possibile approfondimento dei loro sentimenti durante il viaggio. Durante il giorno dell'escursione, i membri del club estraggono dei bastoncini per stabilire i posti a sedere sul treno, anche se le combinazioni non corrispondono alle speranze iniziali, tutti e sette rimangono vicini. Durante il tour turistico, che include una visita al tempio locale, Haruhi si espone a grandi quantità di fumo d'incenso per incrementare la sua forza fisica, mentre Yuki esprime il desiderio di conservare per sempre l'amicizia con il gruppo. |                 |         |
| 8   | Il complotto di Haruhi Suzumiya 「涼宮ハルヒの謀」 - Suzumiya Haruhi no hakarigoto | 22 maggio 2015  |         |
| 8   | Dopo essere arrivati all'hotel, i membri del gruppo si concedono un bagno rilassante in una vasca termale chiamata "bagno degli incontri", separati da piccole tende. Successivamente partecipano a un torneo di ping-pong, si dilettano nel karaoke, cenano e concludono la serata con un tè. In un momento di intimità, Yuki e Kyon si immergono nuovamente in una vasca termale e si scambiano sguardi attraverso la tenda degli incontri. |                 |         |
| 9   | Dammi la mano… 「その手を…」 - Sono-te o… | 29 maggio 2015  |         |
| 9   | Durante la notte, Haruhi sveglia gli altri membri del club di letteratura per una partita a old maid, per poi condurli in un osservatorio vicino per ammirare le stelle. Durante questa esperienza, Ryōko esprime le sue preoccupazioni riguardo alla possibile perdita del legame con Yuki, poiché quest'ultima sembra avvicinarsi a Kyon, ma Haruhi minimizza tali timori. Mentre lasciano l'osservatorio, Kyon e Yuki si tengono per mano, mostrando la felicità della ragazza. Al ritorno dalla gita, Yuki viene sorpresa da un'auto in arrivo. |                 |         |
| 10  | Someday in the Rain 「サムデイ イン ザ レイン」 - Samudei in za Rein | 5 giugno 2015   |         |
| 10  | Dopo il quasi incidente con l'auto, Yuki inizia a manifestare comportamenti insoliti. Si rifiuta di recarsi in ospedale per dei controlli e ammette la responsabilità dell'accaduto, nonostante fosse sulle strisce pedonali al momento dell'arrivo della macchina. Diventa riservata e smette di giocare ai videogiochi, preferendo dedicarsi alla lettura. Kyon interpreta questi cambiamenti come il risultato di un umore più riflessivo dovuto alla ramanzina ricevuta da Ryōko dopo l'incidente. Quella sera, Ryōko chiede apertamente a Yuki chi sia in realtà. |                 |         |
| 11  | La scomparsa di Yuki Nagato I 「長門有希ちゃんの消失I」 - Nagato Yuki-chan no shōshitsu I | 12 giugno 2015  |         |
| 11  | Yuki spiega di conversare tutti i suoi ricordi, ma da quando ha avuto l'incidente d'auto non riesce a provare alcun legame emotivo con essi e non si riconosce più nella sua personalità precedente. Ryōko alla fine persuade Yuki a sottoporsi a un esame medico. La dottoressa non rileva danni cerebrali, ma interpreta i sintomi descritti come segnali di una forma di dismnesia causata dall'incidente stradale. Yuki esprime il desiderio di non essere trattata come se fosse malata. Ryōko rispetta la sua volontà e convince la dottoressa che non è necessario un ricovero in ospedale, sebbene confidi a Kyon il suo desiderio che Yuki possa tornare alla normalità. Notando il nuovo interesse di Yuki per la lettura, Kyon la porta in biblioteca. |                 |         |
| 12  | La scomparsa di Yuki Nagato II 「長門有希ちゃんの消失II」 - Nagato Yuki-chan no shōshitsu II | 19 giugno 2015  |         |
| 12  | Mentre Yuki si lascia affascinare dalla biblioteca, le torna alla mente il ricordo del suo primo incontro con Kyon in quel luogo, quando lui l'aveva aiutata a ottenere la tessera della biblioteca. Inizia a provare sentimenti profondi per il ragazzo, che la portano a sospettare che la coscienza della vecchia Yuki stia emergendo dentro di lei. Con il passare del tempo, Yuki comincia a vivere sempre più frequentemente ricordi della sua vita passata nei sogni, nutrendo la paura di scomparire del tutto una volta che l'altra Yuki si sarà risvegliata. |                 |         |
| 13  | La scomparsa di Yuki Nagato III 「長門有希ちゃんの消失III」 - Nagato Yuki-chan no shōshitsu III | 26 giugno 2015  |         |
| 13  | Dopo gli esami, Yuki chiede a Kyon e Ryōko di accompagnarla a una fiera di libri usati. Durante il giro, Ryōko aiuta Yuki a rendersi conto di essersi innamorata di Kyon. Ryōko sostiene che i sentimenti della nuova Yuki per Kyon siano distinti da quelli della sua versione precedente, nonostante la fusione dei suoi due sé. Avvertendo che la prossima volta che si addormenterà sarà l'ultima, Yuki trascorre una mattinata con Ryōko, mantenendo nascosto il fatto che scomparirà. Prima di addormentarsi, Yuki finisce di leggere il libro preso in prestito dalla biblioteca. Kyon la richiama per ricordarle di restituire il libro, momento in cui Yuki decide di confessargli i suoi sentimenti e la sua imminente scomparsa. Mentre Kyon la raggiunge, Yuki si addormenta e la Yuki originale si risveglia al suo posto senza ricordare nulla dopo l'incidente d'auto. |                 |         |
| 14  | La confusione di lei 「彼女の戸惑い」 - Kanojo no tomadoi | 3 luglio 2015   |         |
| 14  | Mentre Yuki ritorna alla sua routine quotidiana, Ryōko si trova in una dualità di emozioni, felice per il ritorno della sua vecchia amica e triste per la partenza dell'altra. Successivamente, Kyon inizia ad evitare Yuki dopo che l'altra sé gli ha confessato i suoi sentimenti. Haruhi organizza la celebrazione del Tanabata, chiedendo a Kyon e Koizumi di cercare un ramo di bambù per l'occasione. Durante la scrittura dei desideri, Haruhi affronta Kyon riguardo al motivo del suo atteggiamento evasivo nei confronti di Yuki, sospettando che la Yuki alternativa gli abbia confessato il suo amore. Kyon risponde che tale confessione non dovrebbe avere importanza poiché Yuki non ricorda nulla. Haruhi fa notare a Kyon la similitudine con il fatto che lui non ricorda di averla aiutata a scrivere un messaggio per gli alieni durante il Tanabata di quattro anni prima, sottolineando che anche se non lo ricorda, ciò non cambia il fatto che sia importante per lui. |                 |         |
| 15  | L'incertezza di lui 「彼の迷い」 - Kare no mayoi | 10 luglio 2015  |         |
| 15  | Durante le vacanze estive, il club di letteratura, accompagnato dalla sorellina di Kyon, decide di fare una gita al mare presso la casa di Tsuruya. Il giorno successivo, il gruppo si reca in montagna per andare a caccia di cicale e fare una prova di coraggio. Mikuru si mostra nervosa riguardo alla prova, affermando di aver già svolto una simile e sospettando che Tsuruya abbia organizzato qualcosa per spaventarla, sebbene Tsuruya lo neghi. Quando Mikuru inizia a urlare, Kyon e Yuki si precipitano alla fine del percorso e la trovano svenuta mentre indica un gruppo di lucciole, scambiandole per spiriti. In seguito, Kyon e Yuki continuano a camminare tenendosi per mano di fronte agli altri membri del gruppo. |                 |         |
| 16  | Fuochi d'artificio 「花火」 - Hanabi | 17 luglio 2015  |         |
| 16  | Mentre Kyon cerca di superare l'imbarazzo tra lui e Yuki, Haruhi impegna il club di letteratura in un fitto programma di attività per le vacanze estive. Durante il festival estivo, Mikuru resta affascinata da un frullatore mentre gli altri si divertono con giochi di società. Durante lo spettacolo dei fuochi d'artificio, Kyon porta Yuki in un angolo appartato per confessarle i suoi sentimenti, dissipando così la tensione tra di loro. Tuttavia, poco dopo si rende conto che Yuki non ha sentito la sua dichiarazione per via del frastuono dei fuochi d'artificio. Ryōko, pochi giorni prima della riapertura della scuola, chiede a Kyon se ha finito i compiti delle vacanze. |                 |         |
| OAV | Vacanze estive senza fine 「終われない夏休み」 - Owarenai natsuyasumi | 26 ottobre 2015 |         |
| OAV | Il club di letteratura si reca in una piscina, dove partecipa a una gara per vincere dei frutti esotici. Haruhi guida il gruppo attraverso una serie di attività estive, impedendo a Kyon di dedicarsi ai suoi compiti delle vacanze. A due giorni dalla fine delle vacanze, Kyon ammette di non aver ancora iniziato i compiti, scoprendo che Haruhi è l'unica del gruppo ad averli finiti. Decidono quindi di studiare insieme a casa di Kyon, dove Ryōko si traveste con abiti da insegnante per mantenerli concentrati, ma Kyon trova sempre scuse per giocare. La mattina successiva, Kyon si rende conto di essere l'unico a non aver finito i compiti, così va a casa di Yuki per copiare i suoi. |                 |         |